# Querolus sive Aulularia
Querolus sive Aulularia, il cui titolo in italiano è traducibile come Il piagnone o La commedia della pentola, è una palliata scritta tra la fine del IV secolo e l'inizio del V da un autore ignoto, probabilmente nella cerchia di conoscenze di  Rutilio Namaziano. L'opera è una sorta di continuazione, con aspetti del tutto differenti, dell'Aulularia di Tito Maccio Plauto.

## Trama
In scena arriva il Lare familiare,  un dio protettore del focolare domestico,  e annuncia il prologo. Successivamente entra il ricco e avaro Euclione che non sopporta affatto il servo,  pensando che gli voglia rubare la pentola piena di soldi che ha trovato. Infatti la pentola appartiene a un mago di nome Mandrogeno che presto si presenta in casa per recuperare i soldi. Euclione è troppo impegnato a organizzare un matrimonio tra lui e la figlia di un ricco sicofante e così il mago sfonda la porta. Euclione decide,  perduta la pentola,  di ricorrere al tribunale e ai suoi amici avvocati. 